# Pablo Puchol
Pablo Puchol (Valladolid, 1876-Ibidem, 1919) pintor español identificado con el estilo denominado pintura de historia, desarrolló fundamentalmente la temática religiosa y el retrato, aunque elaboró también un número considerable de paisajes y bodegones. Pertenece a una escuela de gusto conservador, que primó el dibujo pero sin minusvalorar el tratamiento de la luz, no así tanto el del color, en consonancia con la sobriedad formal imperante en el estilo de los pintores castellano-leoneses de la época.
Calificado por Jesús Urrea y Javier Baladrón, como practicante de un estilo que recuerda al de los denominados pintores Nazarenos. De la misma opinión es José Carlos Brasas Egido, catedrático de Arte de la Universidad de Valladolid y académico de la Real Academia de Bellas Artes de la Purísima Concepción de Valladolid, así como René Jesús Payo Hernanz, de la Real Academia Burgense de Historia y Bellas Artes (Institución Fernán González).
Su prematuro fallecimiento, con 43 años, truncó el desarrollo de su labor artística cuando ésta alcanzaba la madurez, lo que seguramente imposibilitó el desarrollo de una obra más personal y menos de encargo. Su prematura ausencia nos privó de conocer cual hubiera sido el influjo en su obra de los importantes nuevos movimientos procedentes de Europa y que tanto influyeron en sus coetáneos.
Es un período (segunda mitad del siglo XIX) de fuerte incremento de la actividad pictórica religiosa en Castilla y muy especialmente en Valladolid. Frecuentemente citados como integrantes de esta corriente,  son los maestros y académicos castellanos Blas González García-Valladolid y Luciano Sánchez Santarén.
En este contexto cabe interpretar la lectura que sobre la obra religiosa de Pablo Puchol, se realiza en la reseña del trabajo, anteriormente referenciado "Pintores vallisoletanos del siglo XIX" del catedrático de historia del arte Jesús Urrea, donde se dice al respecto: "Por lo general, todos sus cuadros religiosos ofrecen el ya comentado sabor almibarado, representativo de una clientela interesada en una espiritualidad alambicada y devota, deseosa de imágenes fuertemente idealizadas..."
Es de reseñar el trabajo "Pablo Puchol, pintor poco conocido"  realizado por el historiador del arte e investigador independiente José María Torres Pérez, en el se recogen aspectos de su biografía, así como de la obra del artista.

## Reseña biográfica

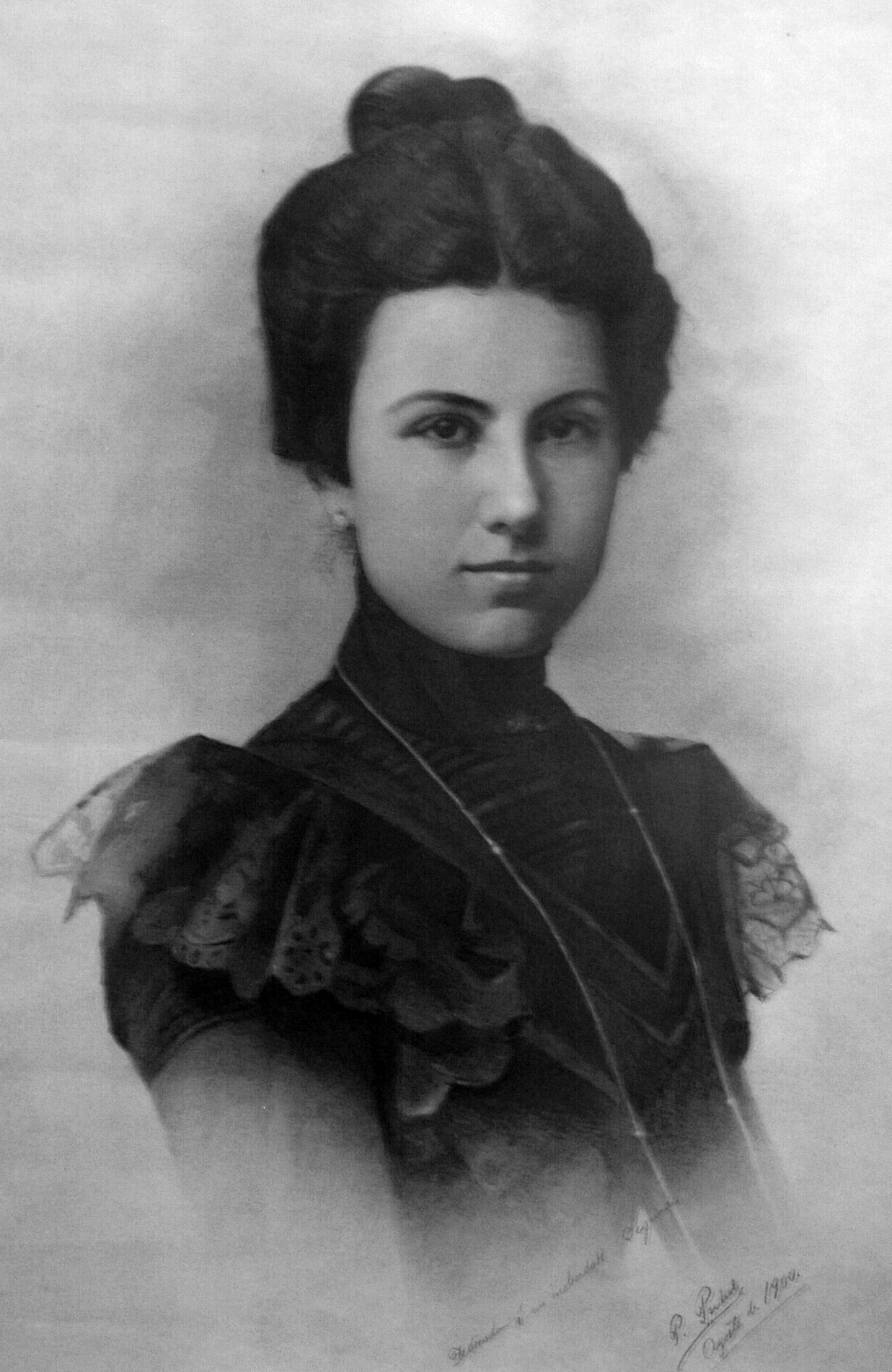
Pablo Puchol - Retrato al carbón de Segunda Velasco (1900), esposa del pintor.

Nace en 1876 en Valladolid, hijo de Segundo Puchol y María Dolores Arquero. Bautizado en la Catedral de Valladolid el 20 de enero de 1876.
Realizó estudios de Bellas Artes desde 1892 a 1901. Durante 17 años (1902-1919), se dedica a la docencia del dibujo y de la pintura en la Escuela de Artes e Industria de Valladolid, al tiempo que a su actividad artística.
Contrae matrimonio el 31 de agosto de 1905 en la Iglesia de San Martín de Valladolid con Segunda Velasco Rodríguez, natural de Medina del Campo. Fue padrino del enlace Luciano Sánchez Santarén y actuó en calidad de testigo José Martí y Monsó. El matrimonio tuvo dos hijos, Fernando y Carmen (hubo un primer hijo, Carlos, que falleció al poco de su nacimiento).
Según narró en varias ocasiones Segunda Velasco, siendo ya viuda del pintor: "El 31 de mayo de 1906, durante su estancia como pensionado en Madrid, la casualidad hizo que desde un balcón de la calle Mayor presenciaran el atentado llevado a cabo por el anarquista Mateo Morral contra el rey Alfonso XIII". Los reyes resultaron ilesos pero 28 personas murieron y más de 100 resultaron heridas.
Falleció el 16 de marzo de 1919, víctima de la denominada gripe española.

## Formación

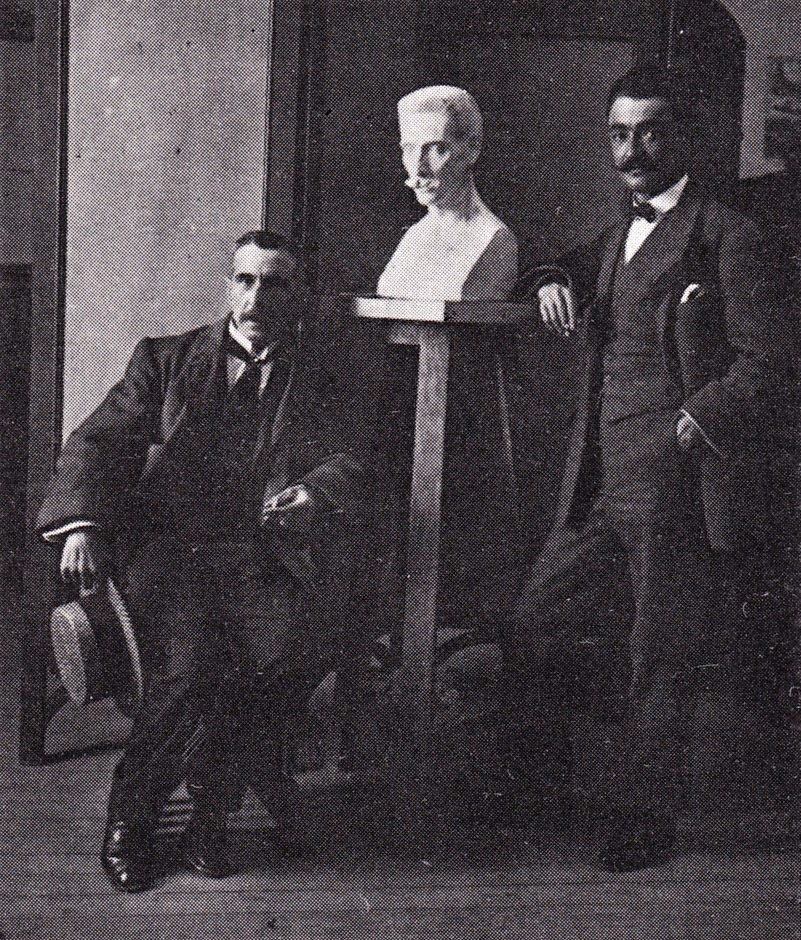
Sánchez Santarén en su estudio con Tomás Argüello y un busto de Pablo Puchol

Cursó estudios de primera y segunda enseñanza en el colegio "El Liceo". Realiza estudios en la Escuela de Artes y Oficios de Valladolid en el periodo 1892-1901 (en ese año 1892, por Orden Ministerial, la escuela queda desvinculada de la tutela que sobre ella ejercía la Real Academia de Bellas Artes de Valladolid). 
Discípulo de José Martí y Monsó y Luciano Sánchez Santarén, quien fue maestro, compañero y amigo, resultando ser un referente fundamental a lo largo de su vida. Además del retrato que realizó a Puchol en 1895 y que ilustra esta página, se sabe de otro retrato a lápiz realizado por el maestro al discípulo y que figura reseñado con el número 139 en el catálogo de la Exposición monográfica de la obra de D.Luciano en la primavera de 1946. Se dice sobre la relación de Sánchez Santarén y Puchol, en el mencionado trabajo de Los Pintores Vallisoletanos Olvidados, "A su vejez también recordaría con nostalgia a su más querido discípulo, Pablo Puchol..."
En el año 1900, el entonces ministro de Agricultura, Industria, Comercio y Obras Públicas, Rafael Gasset, acordó costear becas de viaje para visitar la Exposición de París a alumnos de Escuelas de Artes y Oficios. En la de Valladolid los "premios" correspondieron a Pablo Puchol, José Postigo Uría, Domingo Pérez y Valentín Pintó Martínez. La dotación consistió en un viaje de 20 días de duración incluyendo desplazamientos, manutención y 50 Francos. Tras el viaje debieron aportar al ministerio promotor un informe sobre su estancia. 
En 1901 obtiene el primer premio de dibujo artístico en la Escuela de Artes e Industrias de Valladolid. En 1905 estuvo pensionado en Madrid por la Diputación de Valladolid, junto a los pintores Anselmo Miguel Nieto y Aurelio Arteta. Fruto de los estudios realizados en la Real Academia de Bellas Artes de San Fernando de Madrid, se recoge uno de sus trabajos en el libro Los dibujos de la Academia. Firmado a lápiz, en la parte superior central del dorso "P. Puchol".
Este mismo año, en Madrid, intervino en la confección del álbum dedicado como homenaje a José Echegaray por los profesores y alumnos de la Universidad de Madrid. En la revista Hombres del Porvenir aparece una reseña a este homenaje, donde se cita: "Preciosas acuarelas debidas al pincel de artistas reputados, entre ellos el Sr. Puchol, van intercaladas en las firmas que llenan el álbum..."

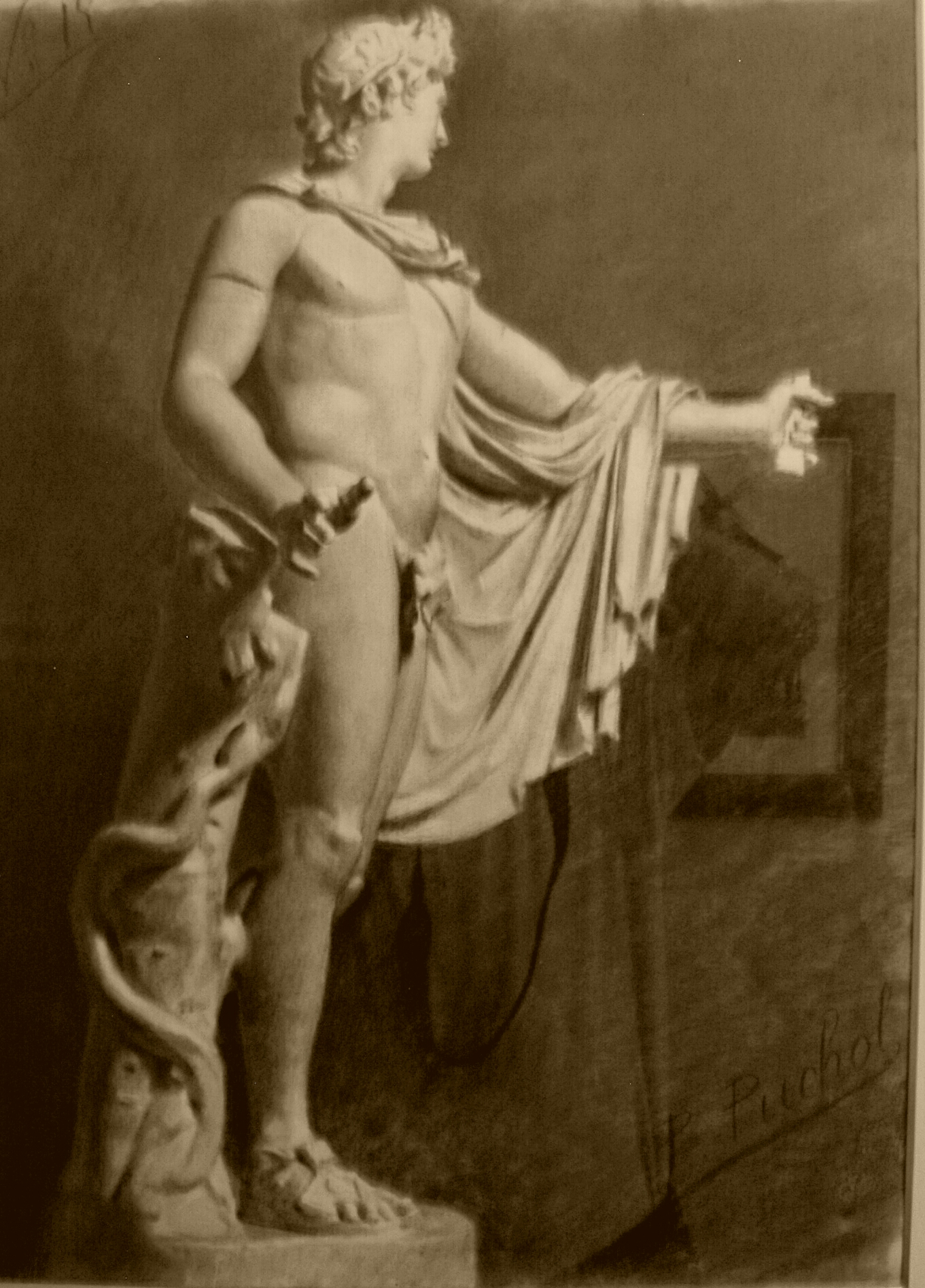
Pablo Puchol. dibujo carboncillo

## Labor académica
Su primer puesto en la Escuela de Artes e Industria de Valladolid, fue en el año 1902 de ayudante meritorio. En 1904 ocupó el puesto de ayudante repetidor, junto a Antonio Ortiz de Urbina y Olasagasti, Ladislao Ramón Pérez, Darío Chicote Recio y José Pérez Ledo.
Fue nombrado por la Subsecretaría de Instrucción Pública y Bellas Artes, ayudante de la Sección Artística, en el mes de febrero de 1906, continuando hasta el año 1910. En el curso 1911 fue nombrado profesor de entrada, hasta 1913, siendo desde 1909 hasta 1913, también, maestro de taller en la misma escuela. En el curso 1913-1914 fue nombrado profesor de ascenso interino, hasta el curso 1915-1916 en que fue confirmado en el cargo (Enseñanza de Artes y Oficios.- Dibujo Artístico).
En diciembre de 1915 fue nombrado profesor de ascenso, con plaza en propiedad, puesto que ocupó hasta su fallecimiento el 16 de marzo de 1919, con una retribución anual de 1500 pesetas.
Entre sus alumnos contó, entre otros, con el pintor pucelano-jienense Pablo Martín del Castillo. (1899-1963)

## Obra
Sus cuadros figuran en varios centros e instituciones, así como en algunas colecciones particulares.  De ellos destacan diversos retratos, individuales y en grupo, de los miembros de la familia de los marqueses de Cobo Latorre, así como un cuadro de La Magdalena, regalado por Puchol a los marqueses y que la hija de estos, religiosa de las Dominicas Francesas, llevó al convento de su congregación (Convento de las Francesas). Diversos retratos del Dr. Romón, uno de ellos en el que aparece atendiendo a un paciente ("médico pulsando a una enferma",1.07x0.88, presentado en la Exposición Nacional de Bellas Artes de 1912). Dos retratos, uno de busto y otro de cuerpo entero, del cardenal José María Cos y Macho, que se encuentran en la Catedral de Valladolid y en la iglesia de Santa Eulalia de la localidad de Terán, Cabuérniga (Cantabria), respectivamente.
Aun cuando su obra abarca muchos de los temas que en la pintura pueden tener cabida, es evidente que desde sus comienzos ha sentido una clara preferencia por la figura, alcanzando en el retrato un elevado nivel en la ejecución, en la que destaca de forma singular la expresión, las facciones y mirada de los retratados, que imprimen vida a todo el rostro.
Admirador de la labor artística del sevillano Bartolomé Esteban Murillo, realizó copias de varias de sus obras.
Concurrió a distintos certámenes provinciales y regionales, en 1912 obtuvo un segundo premio conjuntamente con Marcelina Poncela Hontoria (Ontoria para otros autores) y Gabriel Osmundo Gómez

### Retratos
De los fundadores de la desaparecida Sagrada Familia del Paseo de Zorrilla de Valladolid. Angelita San José, D. Pedro Pardo. Del cardenal José María Cos y Macho (1912). De Antonio Miguel Romón. En 1909, realizó para el Real Colegio de San Albano (Colegio de los Ingleses) un retrato del rector Thomas Kennedy y en 1913 el retrato del procurador Joseph Kelley. Hay constancia de un número notable de retratos y "apuntes de cabezas" en colecciones particulares. Se sabe de la realización de sendos retratos al insigne escultor Tomás Argüello y a su esposa (Apolonia Canales). También se tiene conocimiento de la existencia de un cuadro al óleo (121 x 156 cm.), representando de cuerpo entero a dos figuras juveniles, denominado retrato de hermana y hermano, firmado y fechado en 1916, que fue subastado en 2013 en Budapest (Hungría). 
Hay identificado, en una colección privada, un autorretrato del pintor, también se conoce un apunte de autorretrato, en el anverso de otro óleo que representa a una recién nacida (presuntamente su hija) y como curiosidad, reseñar que también se representa a sí mismo en un medallón que pende del cuello de su esposa, en un retrato realizado al carbón.

### Bodegones, paisajes y conjuntos florales
Se sabe de la existencia de al menos tres bodegones, que concursaron en la Exposición regional de Bellas Artes de Valladolid de 1912.

### Obra religiosa
- Iglesia de Santa María la Antigua (Valladolid): Lienzos para el retablo de la Virgen de los Ángeles representando a San Francisco de Paula y Santiago el Menor.
- Monasterio del Corpus Christi (Valladolid): San Antonio de Padua arrodillado, con el niño Jesús en brazos. (información facilitada por Javier Baladrón Alonso)
- Convento de los Agustinos Filipinos (Valladolid): En el periodo de 1905 a 1917 lleva a cabo para el convento de los Agustinos Filipinos un conjunto de lienzos de gran formato. Representan en su mayoría episodios de la vida de San Agustín. En dos de ellos aparece Santa Mónica (madre de San Agustín). Al parecer Fray Francisco Aymerich Codina, agustino que llegó a conocer personalmente al pintor, dijo que fue el padre Fermín Hernández el que le protegió y ayudó a sufragar en gran medida el encargo. En algunos de ellos ejercen de modelos la propia familia del pintor, en el cuadro El Ángel y la concha, es su hijo Fernando, quien posa de ángel[20] y en el titulado Éxtasis de Ostia, es la madre del pintor.[20] En todas las obras de esta serie en las que se representa a San Agustín joven, el modelo fue un estudiante norteafricano que residía en aquel entonces en la ciudad de Valladolid.[20]

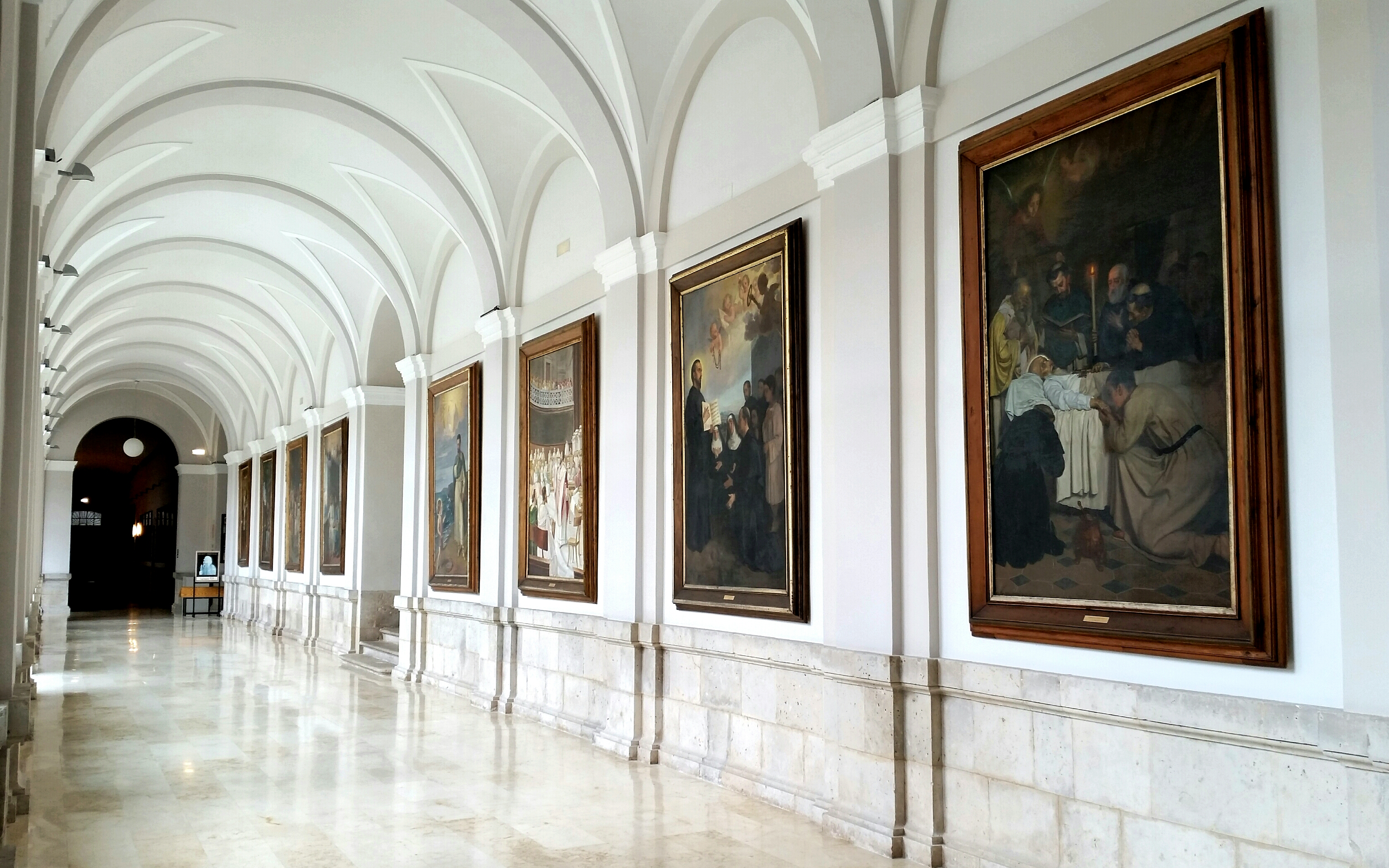
Claustro del Convento Agustinos Filipinos (Valladolid).

El conjunto consta de siete cuadros de gran formato:
- Sueño de Santa Mónica  de 1905
- Conversión de San Agustín de 1908
- Éxtasis de Ostia de 1909 (hay una copia de este cuadro en el Monasterio de las Agustinas Recoletas en Denia -Alicante-,  desde el año 2014)[25][26]
- Bautismo de San Agustín de 1910
- San Agustín entrega la regla a los monjes de 1911
- Diálogo Trinitario o El Ángel de la Concha y San Agustín de 1914
- Muerte de San Agustín de 1917. Óleo sobre lienzo. 219 x 148.5 cm (bastidor), 260.5 x 189.5 x 9 cm (marco). La profesora del Departamento de Historia del Arte de la Universidad de Valladolid, Dª María José Martínez Ruiz, dice en el libro editado para conmemorar la XXII edición de Las Edades del Hombre, al respecto de esta obra de Puchol: "la minuciosidad descriptiva, apreciable en los rostros de cada uno de los personajes, revela sus dotes como retratista", "se reconocen maneras de la escuela pictórica española del siglo XVII, en este caso en el diálogo un tanto efectista de los contrastes lumínicos". Respecto a la evolución de la obra, comenta: "el lienzo permite advertir ciertos retoques y huellas de una intervención llevada a cabo con posterioridad, apreciables, por ejemplo, en el nimbo de San Agustín, o en el hábito de los hermanos que se arrodillan ante el santo", se desconoce si fruto de alguna de las restauraciones generales de la obra o de alguna acción específica a ese propósito.[27]

Restauraciones: 1995 Luis de Huéscar, 2017 Centro de Conservación y Restauración Las Edades del Hombre.
La obra Muerte de San Agustín, fue cedida, por la Archidiócesis de Valladolid, a la Fundación de Las Edades del Hombre, para su exhibición en la edición número XXII (2017), Cuéllar (Segovia).
En el mismo colegio de los Agustinos de Valladolid dibujó el escudo de la Orden de los agustinos en el centro del altar de su capilla y llevó a cabo el dorado del altar.
- Basílica hispanoamericana Nuestra Señora de la Merced (Madrid): Copia de la Inmaculada de Aranjuez de Murillo (1905), donada por la familia del pintor.

- Fondo patrimonial de la Catedral de la Almudena de Madrid: Copia de la Inmaculada donada por la familia del pintor.

Hay alguna referencia sobre la elaboración de cuatro lienzos sobre los Evangelistas para la Iglesia Parroquial de Santa María del Castillo de Olmedo (Valladolid). Actualmente no están dichas obras en Santa María ni parece haber constancia de su existencia en el pasado.